# Джон Уик
„Джон Уик“ (на английски: John Wick) е американски екшън трилър филм от 2014 г., режисиран от Чад Стахелски и Дейвид Лийч (въпреки че само Стахелски е кредитиран като режисьор, а Лийч е кредитиран като продуцент) по сценарий на Дерек Колстад.

## Сюжет
Внимание:  Текстът по-долу разкрива сюжета на произведението (или части от него)!
Бивш наемен убиец излиза от своето пенсиониране, тръгвайки по следите на група от гангстери, която е отнела всичко ценно в неговия живот.

## Актьорски състав
- Киану Рийвс – Джон Уик
- Майкъл Нюквист – Виго Тарасов
- Алфи Алън – Йосеф Тарасов
- Уилям Дефо – Маркъс
- Дийн Уинтърс – Ави
- Ейдриан Палики – Пъркинс
- Даниел Бернхард – Кирил
- Бриджит Мойнахан – Хелън Уик
- Джон Легуизамо – Аурелио
- Иън Макшейн – Уинстън

## Заснемане
Снимките започват на 14 октомври 2013 г. в Ню Йорк и приключват на 20 декември 2013 г.